# Chlorociboria clavula
Chlorociboria clavula är en svampart som beskrevs av P.R. Johnst. 2005. Chlorociboria clavula ingår i släktet grönskålar, ordningen disksvampar, klassen Leotiomycetes, divisionen sporsäcksvampar och riket svampar.   Inga underarter finns listade i Catalogue of Life.